# Megalestes irma
Megalestes irma là loài chuồn chuồn trong họ Synlestidae. Loài này được Fraser mô tả khoa học đầu tiên năm 1926.